# 布羅迪峰
布羅迪峰（英語：Brodie Peak），是南極洲的山峰，位於帕爾默地，處於卡斯特羅山東南面9公里的南極半島中部，由美國研究隊的工程師命名，現時由南極條約體系管理。